# 9640 Lippens
9640 Lippens eller 1994 PP26 är en asteroid i huvudbältet som upptäcktes den 12 augusti 1994 av den belgiske astronomen Eric W. Elst vid La Silla-observatoriet. Den är uppkallad efter Carlos Lippens.
Den tillhör asteroidgruppen Nysa.